# فریم‌استور

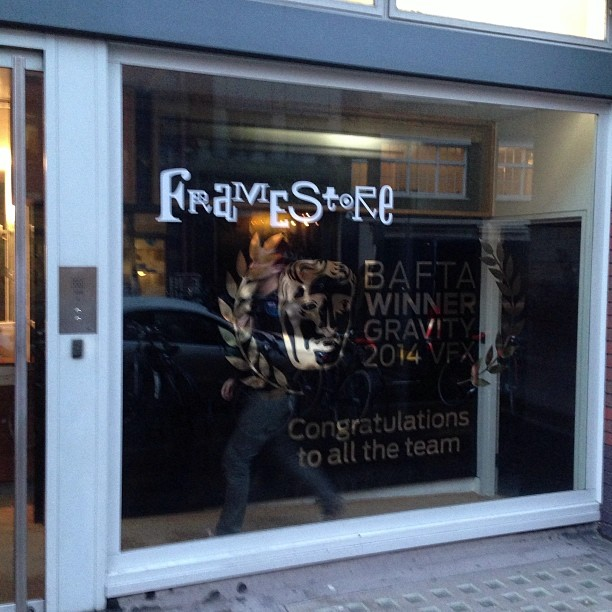
تصویری از شرکت فریم استور در سال ۲۰۱۴

فریم‌استور (انگلیسی: Framestore) یک شرکت جلوه‌های بصری در لندن، انگلستان است.
این شرکت که در سال ۱۹۸۶ تأسیس شده مقر آن در نزدیکی خیابان آکسفورد است و در زمینه سینما، تبلیغات تلویزیونی، ویدئو موزیک، فیلم‌های انیمیشن و دیجیتال فعالیت می‌کند.

## پروژه‌های اخیر
- نگهبانان کهکشان بخش ۲
- جانوران شگفت‌انگیز و زیستگاه آن‌ها
- دکتر استرنج
- پن
- مریخی
- اورست
- انتقام‌جویان: عصر اولتران
- پدینگتون
- ناگفته‌های دراکولا
- نگهبانان کهکشان
- لبه فردا
- جاذبه
- خشم تایتان‌ها
- شرلوک هلمز: بازی سایه‌ها
- اسب جنگی
- برخورد تایتان‌ها
- هری براون (فیلم)
- هری پاتر و یادگاران مرگ - قسمت اول و هری پاتر و یادگاران مرگ - قسمت دوم
- ننی مک‌فی و بیگ بنگ
- شن‌های زمان
- سالت
- شرلوک هولمز
- والاحضرت
- سرگذشت نارنیا: سفر کشتی سپیده‌پیما
- کوکا کولا Siege advertisement (Super Bowl XLV)[۱]
- We Steal Secrets: The Story of WikiLeaks
- ونوم: بگذارید کارنیج بیاید

## پروژه‌های گذشته
- The Affair of the Necklace
- استرالیا
- آواتار
- ساحل
- تیغه ۲
- شکارچی استخوان
- Bright Young Things
- کازینو رویال
- دورافتاده
- Chased by Dinosaurs
- Cheri
- فرار مرغی
- فرزندان انسان
- سرگذشت نارنیا: شاهزاده کاسپین
- اصلاح سه‌تیغ
- Cold Lazarus
- کوهستان سرد
- باغبان وفادار
- شوالیه تاریکی
- روزی دیگر بمیر (title sequence only)
- Dinotopia
- دکتر هو (title sequence only)
- رستاخیز
- پایان رابطه
- Enduring Love
- دشمن پشت دروازه‌ها
- چشمان کاملاً بسته
- ایالت پنجاه و یکم
- جی. آی. جو: ظهور کبرا
- Goal
- قطب‌نمای طلایی
- دزد خوب & چیزهای زیبای کثیف
- هری پاتر و تالار اسرار
- هری پاتر و محفل ققنوس
- هری پاتر و زندانی آزکابان
- هری پاتر و جام آتش
- ژاکت
- کیک لایه‌ای
- در واقع عشق
- ماما میا!
- مأموریت غیرممکن ۲
- بازگشت مومیایی
- ننی مک‌فی
- noitulovE
- ناتینگ هیل
- دوران کهن
- Prehistoric Park
- گزاره
- ذره‌ای آرامش
- ملکه
- رزیدنت ایول
- صحرا
- Sea
- جانور سکسی
- اسکای‌فال
- اسلیپی هالو
- بازگشت سوپرمن
- The Ballad of Big Al
- افسانه دسپرو (فیلم) (under Franestore Feature Animation)
- Thunderbirds
- تروآ
- Underdog
- دنیای مردگان
- وی مثل وندتا
- Walking with Beasts
- Walking with Cavemen
- Walking with Dinosaurs
- Walking with Monsters
- تحت تعقیب
- آنچه در زیر است
- جایی که موجودات وحشی هستند
- مردان ایکس: آخرین ایستادگی